# Angelo Piò
Angelo Gabriello Piò (Bologna, 1690 – Bologna, 1770) è stato uno scultore italiano attivo a Bologna nell'ambito del rococò.

## Biografia
A Bologna, studiò dal 1711 al 1712 con Andrea Ferreri (1673-1744). Fu anche allievo di Giuseppe Maria Mazza. Dopo il 1718 studiò a Roma con Camillo Rusconi (1658-1728).
Nel 1721 Piò divenne membro dell'Accademia Clementina di Bologna. Lavorò con alcuni dei principali architetti bolognesi dell'epoca: Carlo Francesco Dotti, Alfonso Torreggiani e Giuseppe Antonio Ambrosi. Suo figlio, allievo e assistente era Domenico Piò (1715-1799). Tra gli altri alunni vi erano Filippo Scandellari (fratello di Pietro) e Antonio Schiassi (morto nel 1778).

### Attività artistica

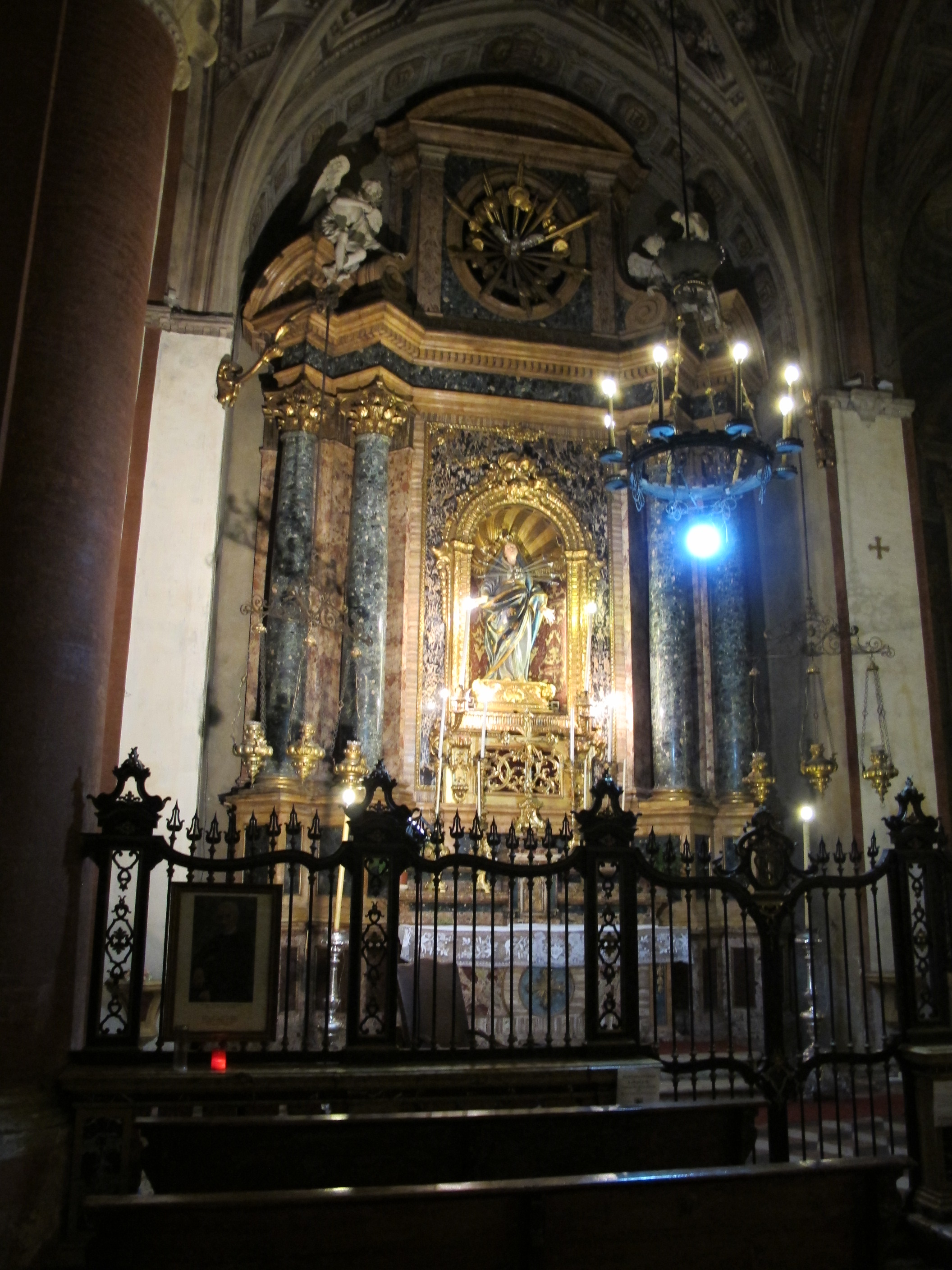
Interno della Basilica di Santa Maria dei Servi a Bologna

Piò utilizzava principalmente stucchi e terrecotte colorate, lavorando nello stile rococò emiliano. Utilizzava questi materiali a causa della scarsità di pietra e marmo, ma fu in grado di imitare da vicino la scultura di pietra. Le sue opere riguardavano principalmente argomenti religiosi, allegorici o mitologici.
Tra le sue opere più importanti Fortitudine e Prudenza (Bologna, palazzo Gozzadini), Agonia nel giardino (chiesa parrocchiale di San Giovanni in Persiceto) e il monumento funebre del generale Marsili (1733, in San Domenico, Bologna).
Angelo Piò modellò dal 1746 in poi oltre venti statue in gesso per il Santuario di San Luca, chiesa progettata da Carlo Francesco Dotti. In quest'opera collaborò con gli stuccatori Antonio Calegari e Giuseppe Borelli, che realizzarono i rotoli con i brani biblici, e con Gaetano Lollini, che realizzò le statue nella seconda cappella a destra. Realizzl anche un busto postumo commemorativo dell'architetto, che rimane nella chiesa.

Dettagli delle sculture di Angelo Piò (foto di Paolo Monti, 1975)
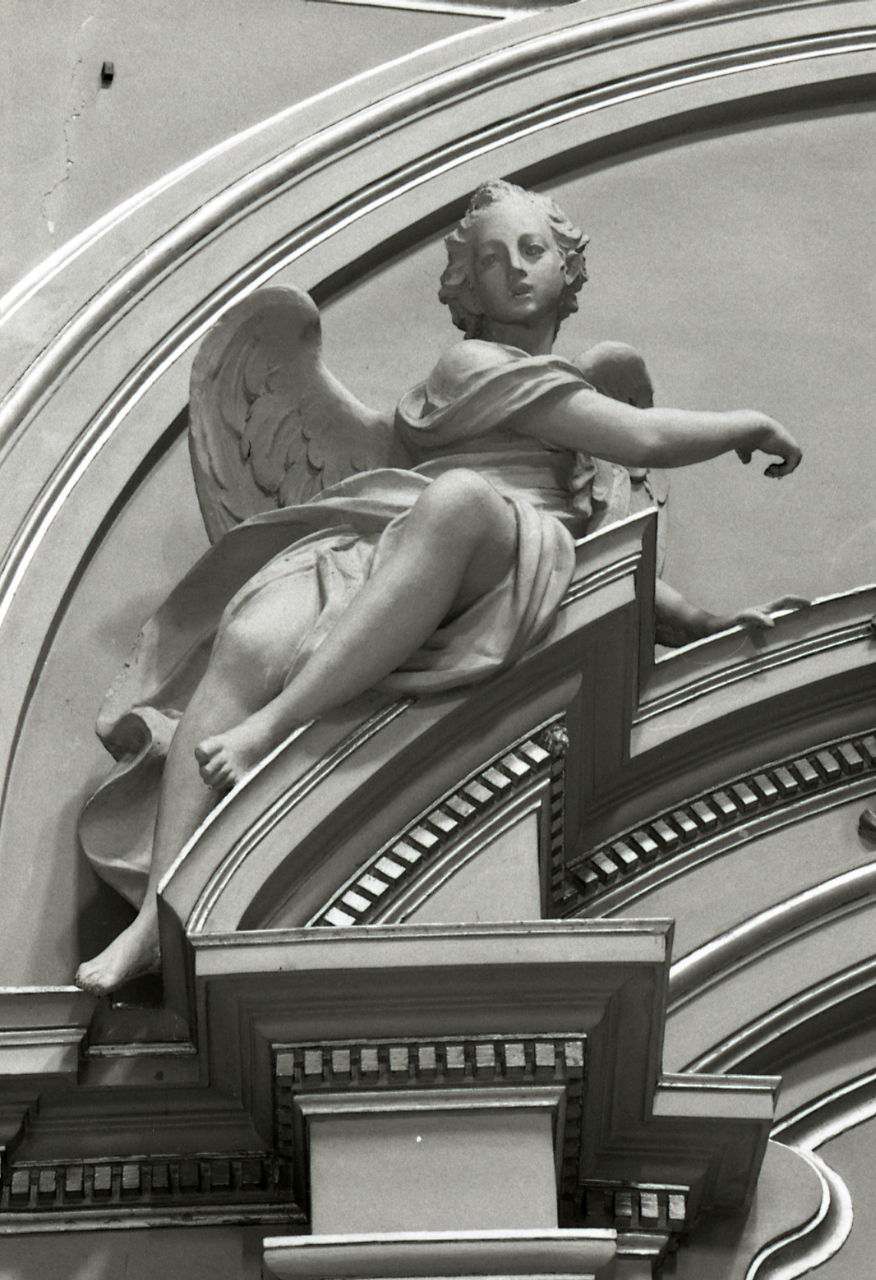
Sculture nel Santuario della Madonna di San Luca, Bologna
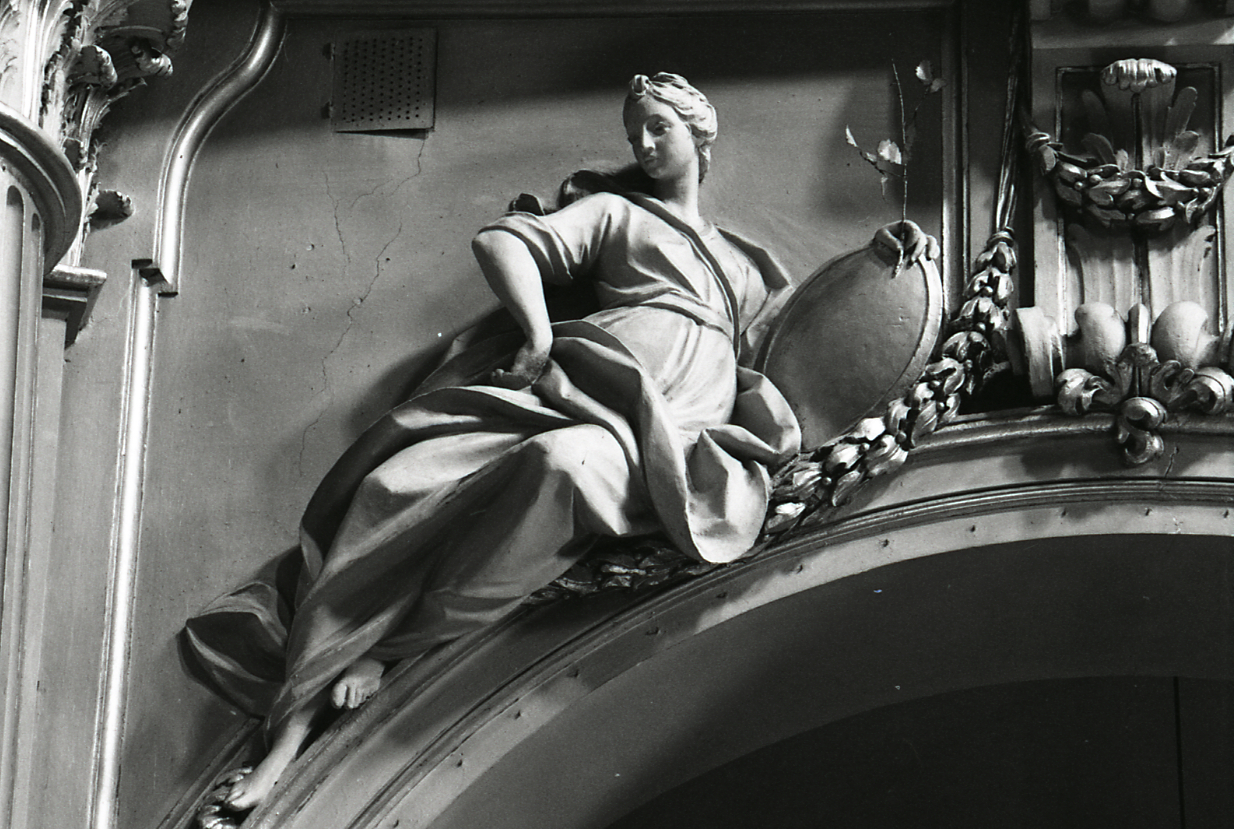
Sculture nella chiesa di San Luca, Bologna
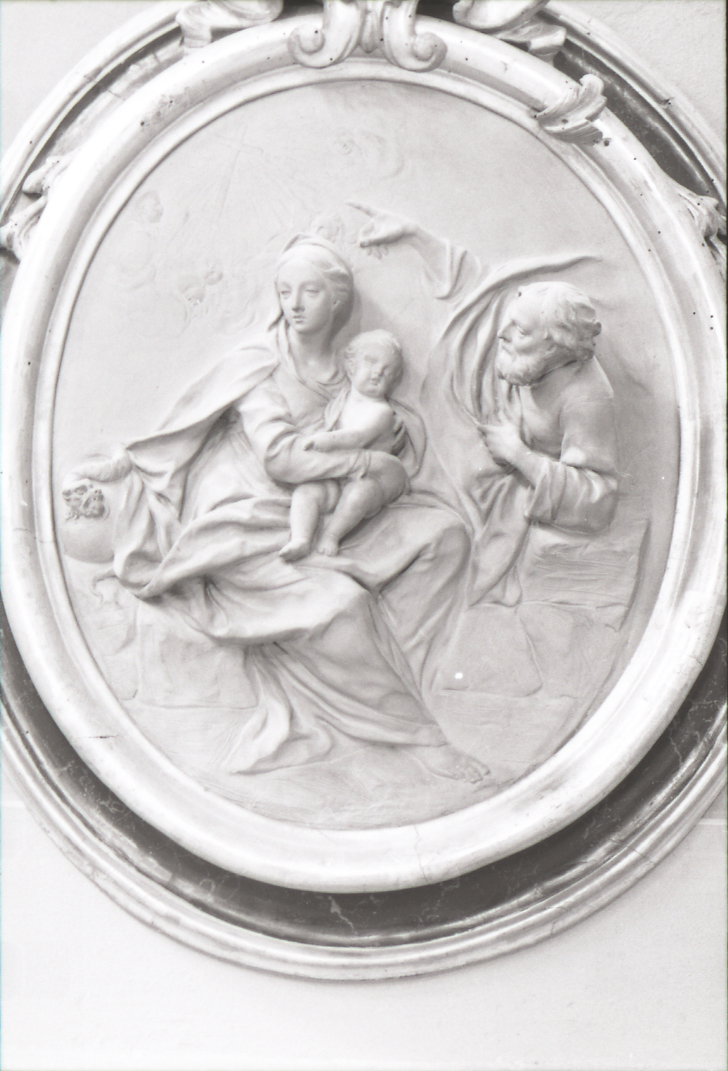
Rilievo nella Collegiata di San Giovanni in Persiceto
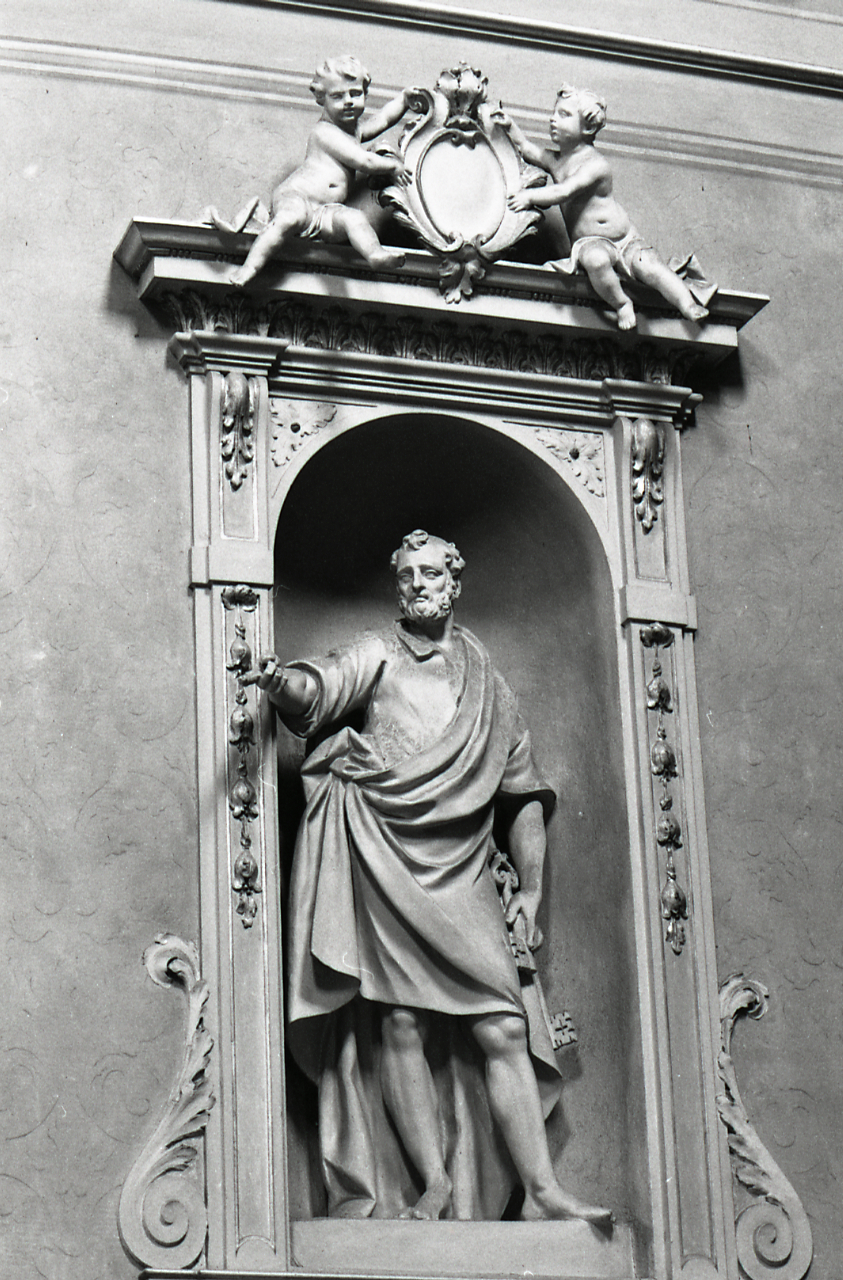
Statua nella Collegiata di San Giovanni in Persiceto